# Кисляковское сельское поселение (Омская область)
Кисляковское се́льское поселе́ние — муниципальное образование в Называевском районе Омской области Российской Федерации.
Административный центр — село Кисляки.

## История
Статус и границы сельского поселения установлены Законом Омской области от 30 июля 2004 года № 548-ОЗ «О границах и статусе муниципальных образований Омской области».

## Население
| 2010 | 2011 | 2012 | 2013 | 2014 | 2015 | 2016 |
| ---- | ---- | ---- | ---- | ---- | ---- | ---- |
| 644  | ↘642 | ↘611 | ↘601 | ↘586 | ↘565 | ↘557 |
| 2017 | 2018 | 2019 | 2020 | 2021 | 2023 |      |
| ↘536 | ↘515 | ↘499 | ↘484 | ↘386 | ↘372 |      |

## Состав сельского поселения
| № | Населённый пункт | Тип населённого пункта       | Население |
| - | ---------------- | ---------------------------- | --------- |
| 1 | Ветлинка         | деревня                      | ↘33       |
| 2 | Голубки          | деревня                      | ↘24       |
| 3 | Кисляки          | село, административный центр | ↘414      |
| 4 | Носовка          | деревня                      | ↘70       |
| 5 | Тупицыно         | деревня                      | ↘103      |